# Niké d'Epidaure
La Niké d'Epidaure (en grec: Νίκη της Επιδαύρου) és una antiga escultura grega de marbre de Niké, la dea grega de la victòria, obra de l'escultor Timoteu, un famós escultor de l'Antiguitat. La Niké formava part del frontó oest de l'Asclepeion d'Epidaure, déu grec de la medicina i la curació, en l'antiga Epidaure. Actualment es conserva al Museu Arqueològic Nacional d'Atenes (núm. d'inventari 155) a la sala 22.

## Història
Malgrat el nom, no és l'única estatueta de Niké trobada a Epidaure, ja que s'han desenterrat altres tres al mateix indret; n'era, això sí, la més gran (quan estava intacta) i la més prominent.
La va esculpir Timoteu, que sembla que fou l'escultor principal de tot l'edifici cap al 380 abans de la nostra era, i era l'akroterion (ornament del sostre) central del frontó oest del Temple d'Asclepi d'Epidaure. És probable que la Niké no estigués confinada per complet en l'espai triangular del frontó, sinó que el seu cap sobresortís d'ell. Es va excavar cap a 1884 o poc abans.

## Descripció
Realitzada en marbre pentèlic, amb una alçada de 85 cm, és de grandària inferior al natural.
La dea apareix alçada, alçant el vol i avançant amb la cama esquerra. Duu un quitó gairebé transparent i un himàcion damunt, que oneja al vent darrere seu. A la mà dreta, la Niké sosté una perdiu, símbol dels poders curatius d'Asclepi. Li manca el cap, el braç esquerre, el peu dret i la cama esquerra per davall del genoll, i l'himàcion i les ales estan trencades.